# Gare de Glacier
La gare de Glacier (située dans le parc national des Glaciers, Canada) a été construite par le Chemin de fer Canadien Pacifique (CP). La petite gare ferroviaire en rondins d'un étage a été achevée en 1916 et est située à l'extrémité ouest du tunnel Connaught . Le bâtiment a été désigné Gare ferroviaire patrimoniale du Canada en 1992 .

## Histoire
Une première gare portant ce nom a été construite à proximité du Glacier House Hotel, près du glacier d'Illecillewaet. Avec l'ouverture du tunnel Connaught en 1916 et le déplacement de la voie ferrée, « la gare de Glacier a également été déplacée de son emplacement près de Glacier House à un nouveau site juste à l'ouest du tunnel » .
Les trains le long de la ligne étaient légers pour faciliter l'acension dans les montagnes. En tant que tels, des stations-restaurants ont été construites le long de la ligne au lieu de faire circuler les trains avec des voitures-restaurants. "Des hôtels spéciaux avec de grandes salles à manger ont été construits à Glacier, Field et North Bend" pour servir les passagers affamés .
Au 21e siècle, le CPR avait peu d'utilité pour la gare, qui est tombée en désuétude. L'eau de pluie est entrée dans le toit et en 2021, la gare était sur le point de s'effondrer. Le chemin de fer a pris certaines mesures pour empêcher l'effondrement de la structure sur la ligne principale en juin 2021, sans grand-chose d'autre pour préserver la structure.

## Patrimoine ferroviaire
Le bâtiment construit en 1916 est reconnu gare ferroviaire patrimoniale le 1er novembre 1992.